# Soho Telo Muestra
Soho Telo Muestra fue una exposición de arte organizada en el Barrio de Palermo, Ciudad Autónoma de Buenos Aires, en un albergue transitorio, en julio del año 2006, antes de su demolición, para construir en su lugar un moderno edificio. 
Se trató del hotel para parejas ubicado en la calle Thames 2151, que llevó distintos nombres a través de los años: "Yoly Bell" y “J & B”.

## La muestra
La muestra consistió en montar distintos tipos de escenografías en cada una de sus veinte habitaciones; por cada habitación intervino uno o más artistas. 
La iniciativa fue de la división Town House en el arte, de la empresa constructora Town House, que invitó, a través de la revista “Arte al Día” a cuatro curadores, ellos fueron Ana María Battistozzi, Julio Sánchez, Alina Tortosa y Elda Harrington; quienes a su vez invitaron a los artistas que darían vida al proyecto.
Los artistas intervinientes, entre los cuales había pintores, escultores, fotógrafos, diseñadores y decoradores, fueron: 
Mildred Burton, Alberto Passolini, Florencia Rodríguez Guiles, Guillermo Iuso, Eleonora Molina, Silvia Rivas, Marcelo de la Fuente, Alejandro Montes de Oca, Gerardo Repetto, Sergio Tantanian, Augusto Zanela,  Nicola Costantino, Mauro Bernardini y Martín Churba, Ramón Garcia, Javier Iturrioz, Mirtha Bermegui,  Daniel Joglar, Ana López, Roman Vitali, Billy Waller, Carlos Affranchino, Vilma Villaverde, Muxikatar,  Beatriz Soto García, Marga Steinwasser, Cinthia De Levie, Abel Trybiarz, Ana Trybiarz, Dan Waisman, Débora Pierpaoli, Gerardo Waisman, Sergio Lamanna, Diego Alexandre, Gerardo Wohlgemuth, Rafael Barsky y Pablo Bagedelli.

## Soho Telo Muestra II - 2008
Se realizó una segunda muestra de las mismas características en agosto de 2008, también por iniciativa del grupo Town House, en el albergue transitorio “Pussy Cats” ubicado en la calle Paraguay 4747, al igual que en 2006, antes de su demolición.
Esta muestra fue organizada por galerías y estudios de arte. Participaron los siguientes artistas:
Elsi del Río, Nadia Gómez Kiener, Alberto Sendrós, Diego Bianchi, Román Vitali, Lorena Guzmán, Daniel Maman, Naná Gallardo, Sintia Zabaljauregui, Maria Paula Caradonti, Gabriel Grun, Gustavo Gagliardo, Aldo de Sousa, Miguel Maldonado, Febe Defelipe, Daniel Abate, Daniela Luna, Marcelo Galindo, Claudio Roncoli, Cecilia Szalkowicz, Claudio Herrera, Luciana Targise, Alejandro Montes de Oca, Javier Iturrioz, Gerardo Acevedo, Andy Fogwill, Marcelo Bordese, Daniel Ontiveros, Andrés Toro y Alejandro Thornton.